# Теренсайский сельсовет
Теренсайский сельсовет — сельское поселение в Адамовском районе Оренбургской области Российской Федерации.
Административный центр — посёлок Теренсай.

## География
Находится на берегу реки Джуса.

## История
Официально основан в 1929 году (хотя поселение существовало ранее, судя по надгробным плитам казахских племен, проживавших здесь) в составе Актюбинской области Казахской ССР, с 1936 года передан в составе Адамовского района в Оренбургскую область РСФСР. Своим названием поселок обязан своим местоположением (Теренсай — в переводе с казахского Глубокая долина).
Статус и границы сельского поселения установлены Законом Оренбургской области от 2 сентября 2004 года № 1424/211-III-ОЗ «О наделении муниципальных образований Оренбургской области статусом муниципального района, городского округа, городского поселения, установлении и изменении границ муниципальных образований».

## Население
| 2010  | 2012  | 2013  | 2014  | 2015  | 2016  | 2017  |
| ----- | ----- | ----- | ----- | ----- | ----- | ----- |
| 2985  | ↘2902 | ↘2864 | ↘2808 | ↗2819 | ↘2753 | ↘2708 |
| 2018  | 2019  | 2020  | 2021  |       |       |       |
| ↘2598 | ↘2490 | ↘2404 | ↘2319 |       |       |       |

## Состав сельского поселения
| № | Населённый пункт | Тип населённого пункта          | Население |
| - | ---------------- | ------------------------------- | --------- |
| 1 | Андреевка        | село                            | 258       |
| 2 | Белополье        | посёлок                         | 364       |
| 3 | Слюдяной         | посёлок                         | 370       |
| 4 | Теренсай         | посёлок, административный центр | 1284      |
| 5 | Теренсай         | железнодорожная станция         | 709       |

## Экономика
На территории Теренсайского сельсовета ведется добыча медноколчеданныых руд, цинка и золота ООО «Ормет». Промышленность представлена сельхозпредприятием ЗАО СПК «Теренсайский», ОАО «Теренсайский элеватор».